# Зубово (Чишминский район)
Зубово (баш. Зубово) — деревня в Чишминском районе Республики Башкортостан Российской Федерации. Входит в состав Еремеевского сельсовета. 

## География

### Географическое положение
Находится на правом берегу реки Калмашка, на автодороге из райцентра в село Калмашево. Расстояние до:
- районного центра (Чишмы): 10 км,
- центра сельсовета (Еремеево): 5 км,
- ближайшей ж/д станции (Чишмы): 10 км.

### Климат
Климат деревни, как и всего района, умеренно-континентальный — с холодной зимой и умеренно жарким летом, неустойчивостью по годам и временам года, резкой сменой тепла и холода.
| Показатель                                               | Янв. | Фев. | Март | Апр. | Май | Июнь | Июль | Авг. | Сен. | Окт. | Нояб. | Дек. |
| -------------------------------------------------------- | ---- | ---- | ---- | ---- | --- | ---- | ---- | ---- | ---- | ---- | ----- | ---- |
| Средний суточный максимум, °C                            | −7   | −5   | −1   | 9    | 18  | 23   | 25   | 23   | 17   | 9    | 0     | −5   |
| Средний суточный минимум, °C                             | −15  | −15  | −8   | 0    | 7   | 12   | 13   | 12   | 7    | 2    | −5    | −13  |
| Норма осадков, мм                                        | 27   | 25   | 24   | 32   | 42  | 55   | 48   | 47   | 43   | 46   | 34    | 33   |
| Источник: Климат Зубово. Дата обращения: 28 января 2024. |      |      |      |      |     |      |      |      |      |      |       |      |

## История
Посёлок 2-е Зубово основан между 1917 и 1920 годами на территории Сафаровской волости Уфимского уезда Уфимской губернии. В 1925 году учтён как посёлок Зубовка 2-я (Алиновский) Чишминской волости Уфимского кантона БАССР.
В 1939 году учитывается как посёлок 2-е Зубово Ермеевского сельсовета Чишминского района. К 1952 году сельсовет получил название Еремеевского.
20 июля 2005 года посёлок 2-е Зубово получил статус деревни.
10 сентября 2007 года деревня получила современное название.

## Население
| Год  | Методика              | Жителей | Мужчин | Женщин | Дворов | Преобладающие национальности/сословия | Источники            |
| ---- | --------------------- | ------- | ------ | ------ | ------ | ------------------------------------- | -------------------- |
| 1920 | перепись              | 49      | 26     | 23     | 9      | н/д                                   | [ 6 ]                |
| 1920 | перепись              | 53      | н/д    | н/д    | 9      | все украинцы                          | [ 5 ]                |
| 1925 | подготовка к переписи | н/д     | н/д    | н/д    | 9      | н/д                                   | [ 6 ]                |
| 1939 | перепись              | 57      | 24     | 33     | н/д    | н/д                                   | [ 7 ]                |
| 1959 | перепись              | 51      | 23     | 28     | н/д    | украинцы                              | [ 11 ] [ 12 ]        |
| 1970 | перепись              | 35      | 14     | 21     | н/д    | украинцы                              | [ 13 ] [ 14 ]        |
| 1979 | перепись              | 19      | 8      | 11     | н/д    | украинцы                              | [ 15 ] [ 16 ]        |
| 1989 | перепись              | 11      | 3      | 8      | н/д    | украинцы                              | [ 17 ] [ 18 ] [ 19 ] |
| 2002 | перепись              | 6       | 3      | 3      | н/д    | украинцы (83 %)                       | [ 18 ] [ 20 ]        |
| 2010 | перепись              | 6       | 3      | 3      | н/д    | н/д                                   | [ 21 ]               |

## Инфраструктура
Деревня электрифицирована и газифицирована, производственных и социальных объектов нет. Имеется кладбище площадью 1 га в 700 м к юго-западу от деревни. Единственная улица — Шоссейная.

### Комментарии
1. ↑  По официальным данным переписи.
2. ↑  По данным современного подсчёта по сохранившимся подворным карточкам.